# Liselotte Pulver
Liselotte Pulver, även känd som Lilo Pulver, född 11 oktober 1929 i Bern, är en schweizisk skådespelare. Pulver var under 1950-talet och 1960-talet en av de populäraste skådespelarna inom tyskspråkig film. I flera av hennes filmer gestaltades hon som pojkflicka, med kortklippt hår, ett karaktäristiskt skratt och gott humör.

## Filmografi, urval
- 1950 – Föhn
- 1955 – Jag tänker ofta på Piroschka
- 1957 – Svindlaren Felix Krull
- 1958 – Tid att älska, dags att dö
- 1958 – Värdshuset i Spissart
- 1959 – Sommaren med Liselotte
- 1959 – Buddenbrooks – en familjs ära och förfall
- 1960 – Gustav Adolfs Page
- 1960 – Ett glas vatten
- 1960 – Spökslottet
- 1961 – Ett, två, tre
- 1962 – La Fayette
- 1966 – Nunnan